# 1944-tunneln

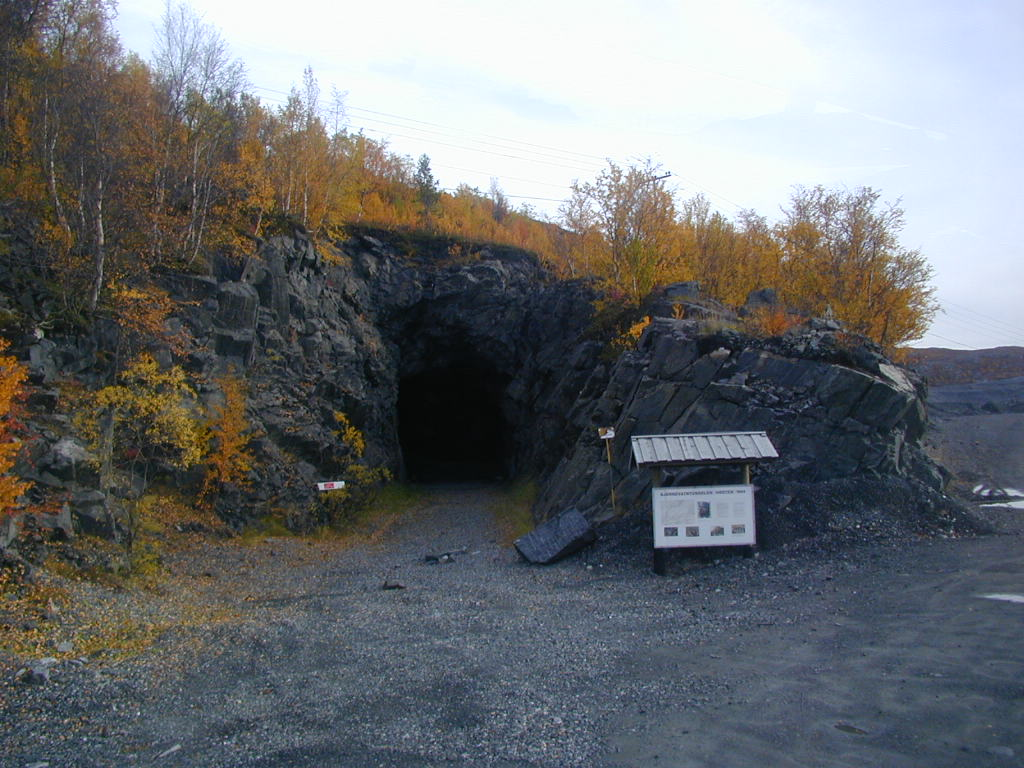
1944-tunneln

1944-tunneln är en tunnel i AS Sydvarangers tidigare gruva i Bjørnevatn söder om Kirkenes i Sør-Varangers kommun i Finnmark fylke i Norge, vilken utreds för kulturminnesmärkning.
När tyskarna tvångsevakuerade Finnmark och brände Kirkenes oktober 1944 motsatte sig en del av befolkningen att flytta. 3.500-4.000 personer valde att ta sin tillflykt till en av tunnlarna, pall 19, på Sydvarangers gruvområde i Bjørnevatn. 
Omkring den 14 oktober tog sig stora skaror in i tunneln. Folk fann sig till rätta med provisoriska brädgolv, husdjur, vinterkläder och annat nödvändigt för livsuppehället. Bara några få kilometer utanför slogs den tyska ockupationsarmén med den snabbt framryckade Röda armén. Den norske styresmannen för Finnmark vid tvångsevakueringen, Jonas Lie, gjorde den 21 oktober 1944 ett sista försök att övertala tunnelborna att följa dekretet om tvångsevakuering. Han höll ett anförande i tunnelöppningen, men ingen lydde.
Under oktoberdagarna fick livet i tunneln prägeln av ett slags vardagsliv. Tio barn uppges ha fötts under tunneltiden i oktober-november. Strax före midnatt den 24 oktober anlände en grupp ryska soldater till Bjørnevatntunneln. En bit framför sig ser de tunnelöppningen i form av ett stup i nattmörkret, och de norska vakterna under dem kunde höra dem. Klockan kvart över två på natten tog soldaterna kontakt med norrmännen i tunnelöppningen och meddelade dem att området runt omkring var säkrat. De första norska styrkorna anlände andra veckan i november. 
Badhuset Rørbua ligger 50 meter från 1944-tunneln och det var där som befolkningen som hade sökt tillflykt i tunneln samlades efter frigörelsen. En norsk flagga hissades på byggnaden den 25 oktober 1944 som den första norska flaggan i det befriade Norge.
Inför firandet av 200-årsdagen Grunnlovens antagandes valdes Rørbua som Finnmarks förslag till markering av jubileet och Finnmarks fylkeskommun tog därför initiativ till kulturminnesmärkning av Rørbua och 1944-tunneln.